# Einfach Rosa – Die zweite Chance
Die zweite Chance ist eine deutsche Filmkomödie von Michael Karen aus dem Jahr 2016. Es handelt sich um die vierte und zugleich letzte Episode der Reihe Einfach Rosa. Die deutsche Erstausstrahlung erfolgte am 19. Februar 2016.

## Handlung
Hochzeitsplanerin Rosa Winter und ihr Lebensgefährte Mark können, seitdem Rosas Mutter Ruth bei ihnen wohnt, weil sie ihr Hausboot renoviert, keine ruhige Minute für sich finden. Zudem hat ihnen ihr Vermieter wegen Eigenbedarf gekündigt, was sie aber vor Gericht anfechten. Beim Gerichtstermin erklärt der Richter Johannes Brunn die Kündigung für rechtens. Danach bittet er Rosa an den Richtertisch, weil er ein delikates Problem hat. Er ist zu scheu um seine Lebensgefährtin Anja, die er in einem indischen Restaurant kennengelernt hatte, zu fragen, ob sie ihn heiraten will. Er möchte gerne Rosa als Hochzeitsplanerin engagieren, sofern sie ihm beim Heiratsantrag hilft und Anja ja sagt. Als es darum geht, wer wie viele Personen an die Hochzeit einladen will, bleibt Anja ziemlich unverbindlich und will nur eine gute Freundin dabeihaben. Johannes will daraufhin seine Braut mit einem spontanen Besuch an ihrem alten Wohnort auf dem Land überraschen, der aber ziemlich misslingt. Als Anja von weitem eine ältere Dame sieht, will sie sofort wieder weg. Rosa schnappt nur noch den Namen auf, den die Dame Anja zurief und beginnt zu recherchieren. Dabei stellt sich heraus, dass Anja wegen Totschlags an ihrem Mann zu drei Jahren Gefängnis verurteilt wurde. Sie geht zu Anja und spricht mit ihr darüber, Anja erzählt die Geschehnisse aus ihrer Sicht. Ihr Mann hat sie bedroht und geschlagen und als sie mit dem Wagen vor ihm flüchten wollte, hat sie ihn unbeabsichtigt überfahren. Gleichzeitig sucht Johannes bei Gericht nach Gründen für die Eigenart von Anja und findet die Akte über den Fall. Als Anja erfährt, dass Johannes davon weiß, verschwindet sie spurlos. Rosa macht sich mit dem Bräutigam auf die Suche nach ihr. Zunächst vermuten sie, dass sie zu ihrer besten Freundin wollte, sie finden sie aber am Bahnhof nicht. Daraufhin hat Rosa eine Idee und sie fahren in ihren alten Wohnort. Dort ist Anja daran, endlich mit ihrer Vergangenheit aufzuräumen und mit der älteren Dame, die sich als ihre ehemalige Schwiegermutter entpuppt, zu sprechen. Johannes findet sie schließlich und sie umarmen sich. Der Hochzeit steht nun nichts mehr im Weg.
Mark ist derweil auf der Suche nach einer neuen Wohnung. Bei der Besichtigung einer 150 m² großen Wohnung die perfekt wäre, fragt der Vermieter Schmidtbauer Rosa, ob sie ihm bei der Suche nach einer Frau behilflich sein könnte. Sie erklärt ihm, dass sie keine Partnervermittlung habe, sondern eine Hochzeitsplanerin sei. Mark hingegen versucht Rosas Mutter mit ihm zu Verkuppeln um die Wohnung zu erhalten, was nach einigen Wirrungen schlussendlich auch funktioniert.
Meral stellt ihren Vater vor Rätsel, denn sie verlässt jeden Abend hübsch angezogen das Haus und kehrt erst spät zurück. Er will wissen, mit wem sie sich trifft und spioniert ihr nach. Dabei findet er heraus, dass Meral einen Tanzkurs an der Volkshochschule belegt hat.

## Hintergrund
Die zweite Chance wurde vom 21. Juli bis zum 19. August 2015 in der Bundeshauptstadt Berlin gedreht. Produziert wurde der Film von der Wiedemann & Berg Filmproduktion.

## Rezeption

### Einschaltquote
Die Erstausstrahlung am 19. Februar 2016 in der ARD wurde von 3,16 Millionen Zuschauern gesehen, was einem Marktanteil von 9,7 % entspricht.

### Kritik
Die Kritiker der Fernsehzeitschrift TV Spielfilm bewerteten Die zweite Chance mit einer mittleren Wertung, dem Daumen zur Seite und fassten ihn mit den Worten „Seichte Unterhaltung, der man nicht böse ist“ zusammen.
Tilmann P. Gangloff von Tittelbach.tv meinte dazu „Der vierte Film Reihe „Einfach Rosa“ erreicht nicht ganz den Charme des Vorläufers. Wie gehabt gibt es eine berufliche und eine private Ebene: Ein Richter, dessen Hochzeit Rosa arrangieren soll, findet heraus, dass seine Verlobte seinen Vorgänger auf dem Gewissen hat; und Rosas Freund Mark will seine unsympathische Schwiegermutter in spe mit einem bärbeißigen Vermieter verkuppeln, um eine Wohnung zu bekommen.“ und „Die Inszenierung ist gefällig, aber ebenso arm an Überraschungen wie die beiden Geschichten.“.